# 青瓷劃花三魚小碗
青瓷劃花三魚小碗是北宋年間（西元960－1127年）耀州窯出品之食器，為典雅橄欖青色青瓷作品，從其成色器型可約略判斷為北宋中期之後成熟的代表作品。現存於國立故宮博物院。

## 年代背景
中國青瓷發展成熟最早可自唐越窯算起，承繼其風而至宋代則有耀州窯、汝窯、龍泉窯等窯系，而各地因著特殊的土質及釉料燒製等技術差異，往往燒製出各色各樣的青瓷。其中耀窯青瓷往往兼有「越器」之稱。
北宋一百多年間是耀州窯燒瓷之鼎盛期，從黃堡鎮元豐七年立之的德應侯碑或可窺其燒瓷產業之蓬勃發展，另外在考古遺址中也可發現其最初做為民間主要青瓷產區，到後來負有「十里窯場」之盛名。而從其精緻的物質文化器物呈現，也可一窺北宋因著手工業及商業發展，使其社會經濟達到空前水平。
耀州窯依其發展階段及產品特色約略可分為以下三期：
- 北宋早期

明顯過渡五代時期特徵，胎質疏鬆含有氣孔與鐵質黑色顆粒，可分為鐵黑色黑胎和淡灰色白胎，前者常施有白色化妝土；釉色多樣，多呈青中泛黃或灰。器類樣式多，從碗、盤、盒、枕、盞、壺、缽、盂等不一而足，然而造型相對單調，以碟類最富變化。早期作品多以素面為主，紋樣多為早期劃花剔花技法，有向刻花過渡之特徵。
- 北宋中期

經歷宋初窯場改革和制瓷工藝演進，器胎不再有深淺兩胎之分，而只見顆粒細小均勻、質地緻密之淺淡灰白胎，不再施白色化妝土，此時期或可說是耀州窯各時期最為精細之瓷胎生產。瓷釉色調穩定，多呈純正之橄欖綠，溫潤富玻璃感。器物種類與早期相近，惟各大類多了許多小類，且造型樣式大量增加，特徵為底足多為高窄圈足，且在施釉後經二次刮胚修足。北宋中期後經濟發展蓬勃、文化藝術繁榮多樣化，多樣的裝飾手法與紋樣出現，除牡丹、菊、蓮等花卉主題外，也多見龍、鳳、獅、鴨、魚等瑞獸珍禽水族紋樣。作品紋樣者居多，以淺浮雕之刻花或劃花為主。
- 北宋晚期

器胎多呈灰白，亦有少量土灰色器，顆粒較中期大，整體而言仍是細密均勻。色調雖仍以橄欖青為主，宋末出現較暗、較翠、或較淺淡之月白青釉，色調較為多樣。裝飾技法以印花為主。此時期耀州窯亦生產一些黑釉、醬釉、黑釉醬斑和結晶釉瓷。器類造型較中期增加，惟胎骨較薄，造型小巧偏瘦，且器物底足、器底常見中心突起呈雞心底，器足較中期矮。這些特點出現或許可一窺北宋晚期追求豪奢享樂之生活風尚，而國家及社會財力不足有關。
本件作品應為北宋中晚期耀州窯出品，非屬考古出土器物，推測應是進獻宮廷所作而傳世。

## 外觀
全高5.1公分，口徑14.3公分，足徑3.9公分。 
有別於北方定窯白瓷與南方汝窯天青色，耀州窯之瓷器為橄欖綠色，色澤溫厚，釉質細潤。
器內外口緣下劃淺線一周。器內壁刻劃小魚三尾，對稱嚴謹，魚身姿態生動，夾以隙地以竹篾劃波浪紋。器外壁斜劃圓弧短線，不規則間宛似花瓣紛飛。
從其侈口、淺腹碗形可推斷應是宋代中後期作品，有別於早期碗型多以圓腹為主。並早期耀瓷多以素面為主，紋樣較少，若有也多於外壁，中後期方有多種多樣圖案，且技法演變為淺浮雕之劃花。此外，其瓷胎細緻，釉色呈現典雅之橄欖青，溫潤如玉的質感恰如《德應侯碑》所記：「巧如範金、精比琢玉」、「擊其聲，鏗鏗如也，視其色，溫溫如也」。綜上所述，不論從釉色、器形、紋樣等，均可見此青瓷劃花三魚小碗為北宋中期耀州窯代表作品。

## 裝飾圖案
本件作品紋樣以中心點為基準，向四周做放射配置，為「旋子」（推磨子）形式，藉水波紋填補三尾魚紋間隙，而成一整體式樣，在水波的變化間呈現出耀瓷對稱與平衡的裝飾特點。
- 魚紋

魚紋在中國陶瓷裝飾史有近六千年的積累，最初取其產卵多之多產多育形象，寄託中國自古以來其院氏族和子孫繁衍象徵。後代又因魚諧音「餘」，而多所祝願「年年有餘」的豐饒盛產。此件作品之魚紋除岔分為二的魚尾佔身長近半，亦可見其肚腹圓滾碩大，為中國古代典型鯽魚（金魚）之形象，其造型玲瓏可愛外也明顯可見其寄寓了多子的期待。
- 水波紋

篦具所劃之四分格旋轉水波紋最早可單獨見於唐代擂缽，五代則有竹籤劃花，以二方連續水波紋作為器物邊飾；進入宋代，水波紋樣除作為邊飾和側體裝飾，更多與植物、人物、動物結合使用。「水波三魚」正可作為耀瓷裝飾紋樣之代表，除此尚常見有水波蓮鴨、水波花草、水波魚龍、水波蓮化生童子等。仔細觀察其水波紋樣，可見碗底恰由三道多重水紋而成一環形，而剛好和魚身與魚身之間細密有序的水紋相呼應，使整體構圖富有迴還反覆的流動感，彷彿三隻小魚正活靈活現的游在水波之間。
- 外壁裝飾

曾有一說為此種「粗疏簡陋」的簡單花草紋飾為耀瓷早期刻花特徵，多裝飾於碗外，是耀州窯初期刻花初創的本來面目，然而在經過多年的耀窯考古挖掘分析比對後，發現大量此種只見於器物外壁，器內從未見之似是而非的刻花紋飾形碗，且此類裝飾碗器無一屬於北宋早期作品，是故可以推斷此件作品必然是北宋中期之後所做。且此類裝飾紋樣也不再被認為是北宋新創的「粗疏簡陋」之刻花牡丹花卉紋，而是承襲五代既存之劃花工藝。而這樣的抽象圖案在此件作品中不失為畫龍點睛之用，突出了北宋中後期對於生活中器物細節的講究，而避免了碗器外壁過於單調或是繁複。